# Семёновка (Верхнехавский район)
Семеновка — село Верхнехавского района Воронежской области.
Административный центр Семёновского сельского поселения.

## География

### Улицы
- ул. Механизаторов,
- ул. Молодёжная,
- ул. Свердлова,
- ул. Школьная.

## Население
| 1859 | 2000 | 2005 | 2010 |
| ---- | ---- | ---- | ---- |
| 491  | ↘449 | ↘386 | ↘352 |